# Liste der Klassischen Philologen an der Johann-Wolfgang-Goethe-Universität Frankfurt am Main
Die Liste der klassischen Philologen an der Johann-Wolfgang-Goethe-Universität Frankfurt am Main zählt namhafte Hochschullehrer dieses Faches auf, die an der Johann-Wolfgang-Goethe-Universität Frankfurt am Main wirkten und wirken.
Bei der Gründung der Johann Wolfgang Goethe-Universität Frankfurt am Main (1914) wurden zwei Lehrstühle für Klassische Philologie eingerichtet, die bis heute bestehen. Von 1963 bis 1975 existierte ein dritter Lehrstuhl, den Wolf Steidle innehatte.

## Liste der Klassischen Philologen
Angegeben ist in der ersten Spalte der Name der Person und ihre Lebensdaten, in der zweiten Spalte wird der Eintritt in die Universität angegeben, in der dritten Spalte das Ausscheiden. Spalte vier nennt die höchste an der Universität Frankfurt am Main erreichte Position. An anderen Universitäten kann der entsprechende Dozent eine noch weitergehende wissenschaftliche Karriere gemacht haben. Die nächste Spalte nennt Besonderheiten, den Werdegang oder andere Angaben in Bezug auf die Universität oder das Institut. In der letzten Spalte stehen Bilder der Dozenten.
| Wissenschaftler                   | von       | bis       | Funktionen                        | Bemerkungen | Bild |
| --------------------------------- | --------- | --------- | --------------------------------- | --- | ---- |
| Hans von Arnim (1859–1931)        | 1914      | 1921      | Ordinarius                        | Wilamowitz-Schüler, Spezialist für griechische Philosophie (Platon, Aristoteles), Euripides-Übersetzer |      |
| Walter F. Otto (1874–1958)        | 1914      | 1934      | Ordinarius                        | Religionswissenschaftler, Spezialist für griechische Religion und Mythologie; wechselte nach Königsberg; später Vertreter und Emeritus in Göttingen und Tübingen                                          |      |
| Wilhelm Heraeus (1862–1938)       | 1914      | 1929      | Honorarprofessor                  | Spezialist für lateinische Dichtung und Sprachgeschichte; hielt Lehrveranstaltungen zu Vulgär- und Mittellatein ab                                                                                        |      |
| Franz Altheim (1898–1976)         | 1921      | 1936      | außerplanmäßiger Professor        | Arnim-Schüler, zunächst Assistent, 1928 Privatdozent, 1936 apl. Prof.; wechselte nach Halle, später nach Berlin; verfasste historische Monografien                                                        |      |
| Felix Bölte (1863–1943)           | 1921      | 1927      | Honorarprofessor                  | Gymnasiallehrer, Spezialist für römische Fachschriftsteller und griechische Landeskunde; hielt Vorlesungen über griechische Literatur, Landeskunde und Topografie                                         |      |
| Karl Reinhardt (1886–1958)        | 1922 1946 | 1942 1951 | Ordinarius                        | Nachfolger v. Arnims; Wilamowitz-Schüler, Spezialist für griechische Philosophie und Tragödie; von 1942 bis 1946 Ordinarius in Leipzig                                                                    |      |
| Eduard Bornemann (1894–1976)      | 1923      | 1976      | Honorarprofessor                  | Lehrbeauftragter, 1954 Honorarprofessor für Didaktik der alten Sprachen; bis 1960 Leiter des Lessing-Gymnasiums, Didaktiker und Systematiker, mit Ernst Risch Verfasser einer griechischen Schulgrammatik |      |
| Ewald Bruhn (1862–1936)           | 1928      | 1936      | Honorarprofessor                  | Direktor des Goethe-Gymnasiums, gab kommentierte Ausgaben von Sophokles und Euripides heraus, hielt griechische Lektüreübungen (Tragödie) ab                                                              |      |
| Otto Schumann (1888–1950)         | 1929      | 1950      | Extraordinarius                   | Lehrbeauftragter (1929 habilitiert), 1936 Extraordinarius für historische Hilfswissenschaften (insbesondere mittellateinische Philologie)                                                                 |      |
| Erwin Wolff (1897–1966)           | 1935      | 1962      | Ordinarius                        | Nachfolger Ottos, bis 1946 Extraordinarius; Spezialist für die platonischen Dialoge |      |
| Hennig Brinkmann (1901–2000)      | 1938      | 1943      | Professor                         | Mittellateiner; wechselte nach Istanbul, Zagreb und Münster |      |
| Walter Nestle (1902–1945)         | 1944      | 1945      | Ordinarius                        | Spezialist für Odyssee und Aischylos |      |
| Hermann Langerbeck (1908–1964)    | 1947(?)   | 1964      | Extraordinarius                   | Privatdozent, 1951 apl. Prof., 1960 Extraordinarius; Spezialist für platonische Philosophie, Herausgeber der Werke des Gregor von Nyssa                                                                   |      |
| Harald Patzer (1910–2005)         | 1952      | 1978      | Ordinarius                        | Nachfolger Reinhardts; Spezialist für griechisches Epos und Geschichtsschreibung |      |
| Helmut Rahn (1919–2007)           | 1952      | 1984      | außerplanmäßiger Professor        | Privatdozent, 1959 apl. Prof.; Spezialist für griechisch-römische Rhetorik und Sophistik |      |
| Herbert Eisenberger (1930–2020)   | 1956      | 1995      | Professor                         | Lehrbeauftragter, 1960 Assistent, 1968 habilitiert, 1971 Professor; Spezialist für frühgriechische Dichtung, Tragödie, Komödie und Philosophie                                                            |      |
| Hadwig Hörner (1927–2019)         | 1960(?)   | 1992      | außerplanmäßige Professorin       | Spezialistin für griechische Philosophie und christliche Theologie; beteiligte sich an der Edition des Gregor von Nyssa                                                                                   |      |
| Wolf Steidle (1910–2003)          | 1963      | 1975      | Ordinarius                        | Latinist, Spezialist für Geschichtsschreibung, Poetik, Rhetorik, Tragödie und Komödie |      |
| Walther Ludwig (* 1929)           | 1964      | 1970      | Ordinarius                        | Nachfolger Wolffs; Spezialist für griechische und römische Tragödie und Komödie und lateinische Literatur bis zur Neuzeit; wechselte an die Columbia University, später nach Hamburg                      |      |
| Willibald Heilmann (1928–2006)    | 1964      | 1993      | Professor                         | Fachdidaktiker, zunächst Akademischer Rat, 1973 Professor, 1982 habilitiert |      |
| Heinz Willi Wirth (1928–2012)     | 1965      | 1996      | Professor                         | Kunsthistoriker |      |
| Ludwig Braun (* 1943)             | 1968      | 1985      | Privatdozent                      | Assistent, 1978 habilitiert; Spezialist für lateinische Literatur der Antike und der Frühen Neuzeit; wechselte nach Würzburg                                                                              |      |
| Ada Neschke-Hentschke (1942–2013) | 1968      | 1991      | Professorin                       | Assistentin, 1977 habilitiert, 1980 C3-Professorin; Spezialistin für Philosophiegeschichte des Rechts; wechselte nach Louvain-la-Neuve                                                                    |      |
| Christoff Neumeister (* 1933)     | 1972      | 2002      | Ordinarius                        | Nachfolger Ludwigs; Spezialist für römische Rhetorik und Geschichtsschreibung |      |
| Gustav Adolf Seeck (1933–2024)    | 1981      | 1999      | Ordinarius                        | Nachfolger Patzers; Spezialist für antike Philosophie, Drama, Epik und Literaturtheorie |      |
| Lutz Lenz (1942–2022)             | 1986      | 2008      | Oberstudienrat im Hochschuldienst | Gräzist und Fachdidaktiker |      |
| Oliver Primavesi (* 1961)         | 1990      | 2000      | Hochschuldozent                   | Wissenschaftlicher Mitarbeiter, 1994 promoviert (Assistent), 1997 habilitiert (Hochschuldozent); Spezialist für Aristoteles; wechselte nach München                                                       |      |
| Thomas A. Schmitz (* 1963)        | 1999      | 2003      | Ordinarius                        | Nachfolger Seecks; Spezialist für griechische Lyrik und Sophistik sowie moderne Literaturtheorie; wechselte nach Bonn                                                                                     |      |
| Hans-Wolfgang Krautz (1948–2003)  | 2001      | 2003      | Dozent                            | lehrte alte Sprachen an der Theologischen Fakultät; Abaelard-Übersetzer |      |
| Hans Bernsdorff (* 1965)          | 2003      |           | Ordinarius                        | Nachfolger Neumeisters; Spezialist für griechische und römische Literatur, besonders Lyrik, Bukolik und Roman                                                                                             |      |
| Thomas Paulsen (* 1959)           | 2004      |           | Ordinarius                        | Nachfolger Schmitz’, bis 2005 Vertreter; Spezialist für griechische Komödie, Rhetorik und Geschichtsschreibung                                                                                            |      |
| Axel Schönberger (* 1963)         | 2004      |           | Lehrbeauftragter                  | Romanist, Professor in Bremen; hält latinistische Lehrveranstaltungen ab |      |
| Lorenz Rumpf (* 1964)             | 2006      |           | Akademischer Rat                  | 2009 apl. Prof. |      |
| Helmut Seng (* 1961)              | 2009      |           | Wissenschaftlicher Angestellter   | Philologe und Theologe, apl. Prof. an der Universität Konstanz |      |